# Reachin' (A New Refutation of Time and Space)
Reachin' (A New Refutation of Time and Space) è l'album di debutto del gruppo hip hop statunitense Digable Planets, pubblicato il 9 febbraio del 1993. L'album è distribuito da Pendulum, Elektra, Capitol Records ed EMI per i mercati di Stati Uniti, Canada, Europa e Giappone. Nel 1994, nel 1999 e nel 2014 l'album è nuovamente pubblicato nei mercati esteri.
Nel 1998, la rivista The Source lo inserisce nella sua lista dei 100 migliori album hip hop.

## Ricezione
L'album, trascinato dalla hit Rebirth of Slick (Cool Like Dat), raggiunge la quindicesima posizione nella Billboard 200 e la quinta nella Top R&B/Hip Hop Albums. La critica accoglie l'album con giudizi molto positivi. AllMusic gli assegna 4.5/5 stelle, scrivendo: «facilmente uno degli album hip hop più di successo mai fatti e una selezione che dev'essere presente in ogni collezione.»
Il 24 marzo 1993, l'album è certificato disco d'oro dalla RIAA.
| Recensione                    | Giudizio |
| ----------------------------- | -------- |
| AllMusic                      | [ 1 ]    |
| Chicago Tribune               | [ 4 ]    |
| Los Angeles Times             | [ 5 ]    |
| Encyclopedia of Popular Music | [ 6 ]    |
| Entertainment Weekly          | B+       |
| Rolling Stone                 | [ 8 ]    |
| The Rolling Stone Album Guide | [ 9 ]    |
| NME                           | [ 10 ]   |
| Spin Alternative Record Guide | [ 11 ]   |
| The Village Voice             | A        |

## Tracce
Testi e musiche di Digable Planets.
1. It's Good To Be Here – 5:06
2. Pacifics – 4:31
3. Where I'm From – 4:35
4. What Cool Breezes Do – 3:21
5. Time & Space (A New Refutation Of) – 3:32
6. Rebirth Of Slick (Cool Like That) – 4:21
7. Last Of The Spiddyocks – 4:27
8. Jimmi Diggin' Cats – 3:41
9. La Femme Fétal – 4:35
10. Escapsim (Gettin' Free) – 3:24
11. Appointment At The Fat Clinic – 2:58
12. Nickel Bags – 3:18
13. Swoon Units – 4:00
14. Examination Of What – 4:43

## Classifiche
| Classifica (1993)         | Posizione massima |
| ------------------------- | ----------------- |
| Stati Uniti               | 15                |
| US Top R&B/Hip-Hop Albums | 5                 |